# Книга Хроніки
Книга хроніки — книга Старого Заповіту Біблії та Танаху. В євр. каноні - одна книга "Словеса днів" (літопис). Перша та Друга книги хронік, чи Параліпоменон (грец. παραλειπομένων від грец. παραλείπω — те, що оминули, лат. - хроніки) — твір юдаїзму з часів після неволі, тобто періоду коли юдейський народ був політично під владою персів, однак мав певну автономію, особливо у релігійній сфері. Попри те, що грецька назва книги натякає на справи «те, що оминули», вони не доповнюють подіями існуючі вже історичні книги і містять на загал описи тих самих подій. Книги хронік описують з іншими деталями події Книг Царів (Перша книга царів, Друга книга царів та Самуїлових книг (Перша книга Самуїла, Друга книга Самуїла). Книги хроніки очевидно написані у епоху перед еллінським пануванням Селевкідів, оскільки у них описані події датовані до 516 року до н. е. та не просліджується вплив еллінізму.
Автор: невідома одна особа. На це вказує єдність мови, цілі, манери, можливо - єрусалимський Левит (єврейське передання приписує авторство Ездрі). Час написання: після полону, тобто після 450 року до різдва Христового, під час релігійного відродження. Мета: нагадати давні постанови, тому увага до теократії, до історії благочестивих царів, до богослужіння в Храмі. Виклад швидше церковного життя, ніж державного. Багато дат й імен наводяться з помилками. Зміст: 1-9 глава: Родоводи таблиці ведуться від Адама, Особливо докладно викладені родоводи коліна Юди, Левія племена. Царювання Давида, царювання Соломона, історія благочестивих юдейських царів. Основні місця: розподіл Давидом священників і Левитів по чергам. Книга також містить неканонічну молитву Манасії. В останній, 36 главі, згадується указ царя Кіра про відновлення зруйнованого єрусалимського Храму.
Слово Хроніки точно відповідає єврейські назві «Дівре-га-Йямін», що означає «події днів», «літописи». У них міститься короткий нарис історії юдейського народу, від самого початку до падіння суверенної юдейської держави під ударами вавилонян. Святий Єронім перший ужив назву Хроніки і за ним ідуть далі майже всі вчені.

## Особливості книги
Описується історія тільки царів юдейських, царі Ізраїльські не згадуються. Повне замовчування про Ізраїль відбувається можливо тому, що Ізраїльські царі не брали участі в храмі й істинному богослужінні. Численні родоводи, ці списки мали для Ізраїля того часу особливе значення, як доказ приналежності до різних родів і до Божого народу. Укладач цих книг свідомо представляє події таким чином, якими вони є відповідно до суспільних богослужінь, тобто всі події, пов'язані з храмом.

## Книга Хроніки
- Перша книга хроніки
- Друга книга хроніки